# Musée régional de Drenthe
Le musée régional de Drenthe (prononcé en néerlandais : [ˈdrɛnts myˈzeːjʏm]), fondé en 1854, est un musée des beaux-arts et un musée d'histoire naturelle situé à Assen, dans la province de Drenthe aux Pays-Bas. Il possède une collection de vestiges préhistoriques, et organise des expositions temporaires.

## Histoire
Ce musée a été fondé par le commissaire royal de Drenthe le 28 novembre 1854 en tant que musée provincial des Antiquités de Drenthe.
Le 6 novembre 2007, la direction avait annoncé que l’architecte Erick van Egeraat avait été chargé de concevoir l’extension du musée. Au début de 2010, une réserve avait été construite pour abriter quelque 90 000 objets et œuvres d’art. Les travaux, d’un montant de 18 millions d’euros, se sont déroulés entre l’été 2010 et l’été 2011. La nouvelle aile est ouverte au public depuis novembre 2011.
Le musée a réalisé un CT scan et une endoscopie d'une statue de Bouddha (datée entre le XIe et le XIIe siècle) qui ont révélé la présence d’une momie identifiée comme celle d’un moine, Liouquan, maître bouddhiste de l’École médicale chinoise. Sa momie sera exposée au musée hongrois des sciences naturelles tout le mois de mai 2015,.

## Collection
Le musée possède une vaste collection d’artefacts préhistoriques retrouvés dans la province de Drenthe. Elle possède aussi plusieurs momies européennes ou « hommes des tourbières » parmi lesquelles la Fille d'Yde, les Hommes de Weerdinge, l’Homme d'Exloërmond et l’Homme d'Emmer-Erscheidenveen. Plusieurs objets remontent à la Culture des vases à entonnoir, et il y a entre autres le plus ancien canoë au monde, la pirogue de Pesse, qui date de 6315 av. J.-C. environ,.
L'écomusée de Drenthe, dans l'annexe au musée, présente les intérieurs et activités des bourgeois de Drenthe à différentes périodes. On peut aussi y admirer des céramiques provenant des legs de la Maison d'Orange, le fonds Bontekoë. Il y a dans les jardins une statue de Bartje Bartels, le héros des romans d’Anne de Vries, qui est un symbole de la province de Drenthe.
Le musée organise une exposition permanente d’art figuratif centrée sur le réalisme d'Europe du Nord et les représentants de la quatrième vague des « figuratifs abstraits » tels Henk Helmantel (nl), Matthijs Röling (en), Sam Drukker (nl), Douwe Elias (nl), ou Eddy Roos (nl).
La collection d'art moderne (de 1885 à 1935) présente quelques œuvres de Vincent van Gogh, de Jan Eisenloeffel (nl), de Chris Lebeau, de Jan Toorop et de Jan Sluijters.

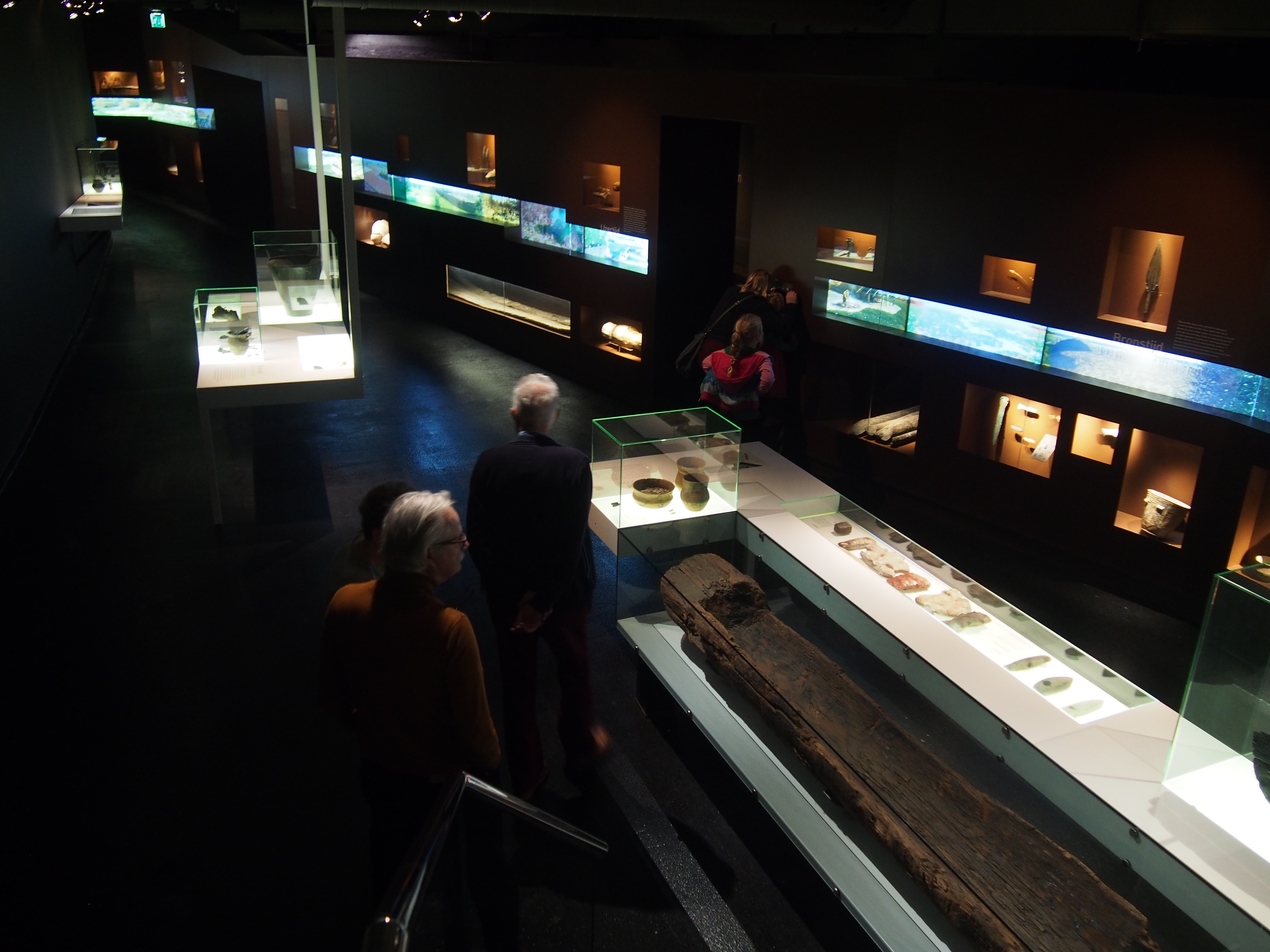
La pirogue de Pesse exposé en 2019.
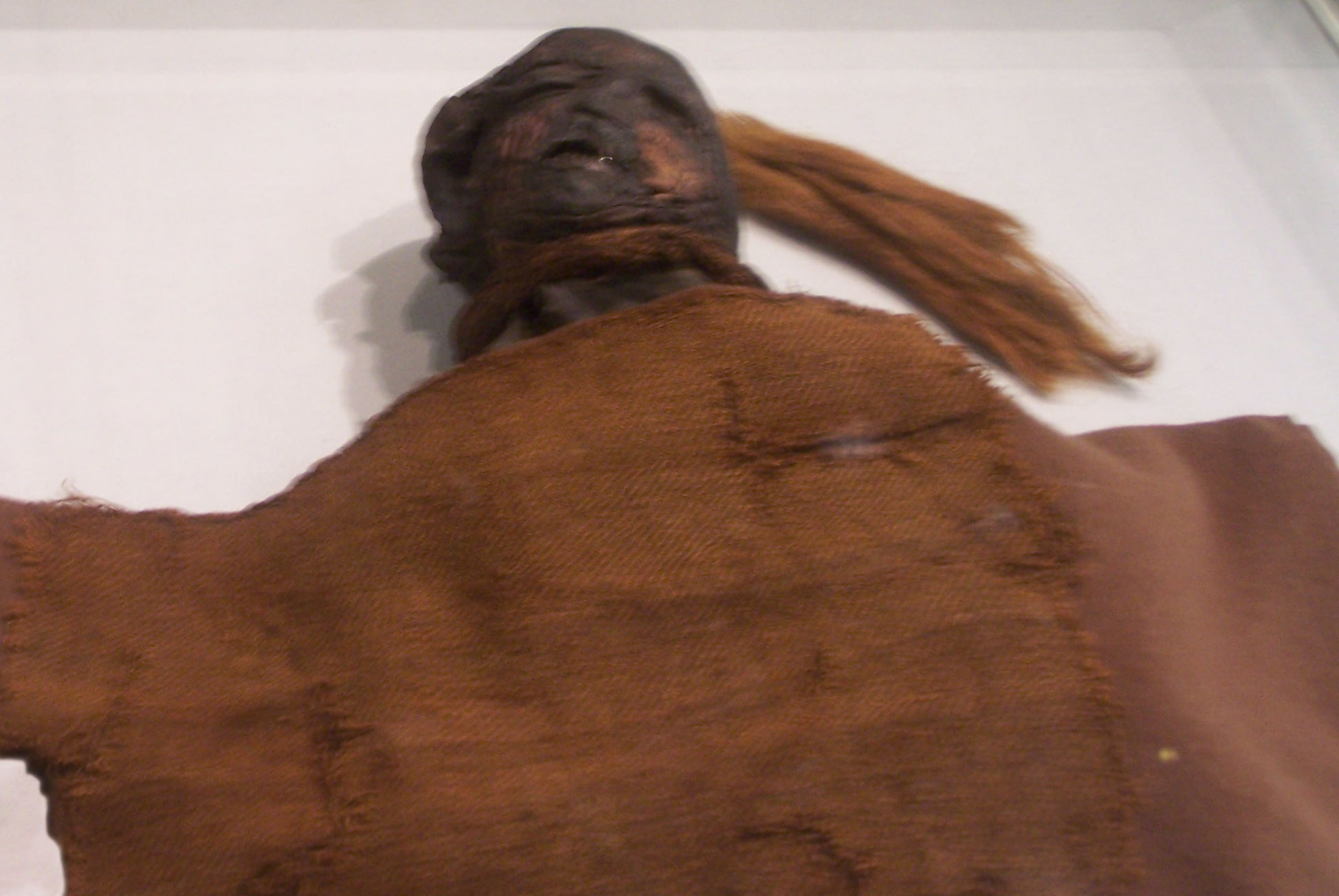
Corps momifié de la Fille d'Yde
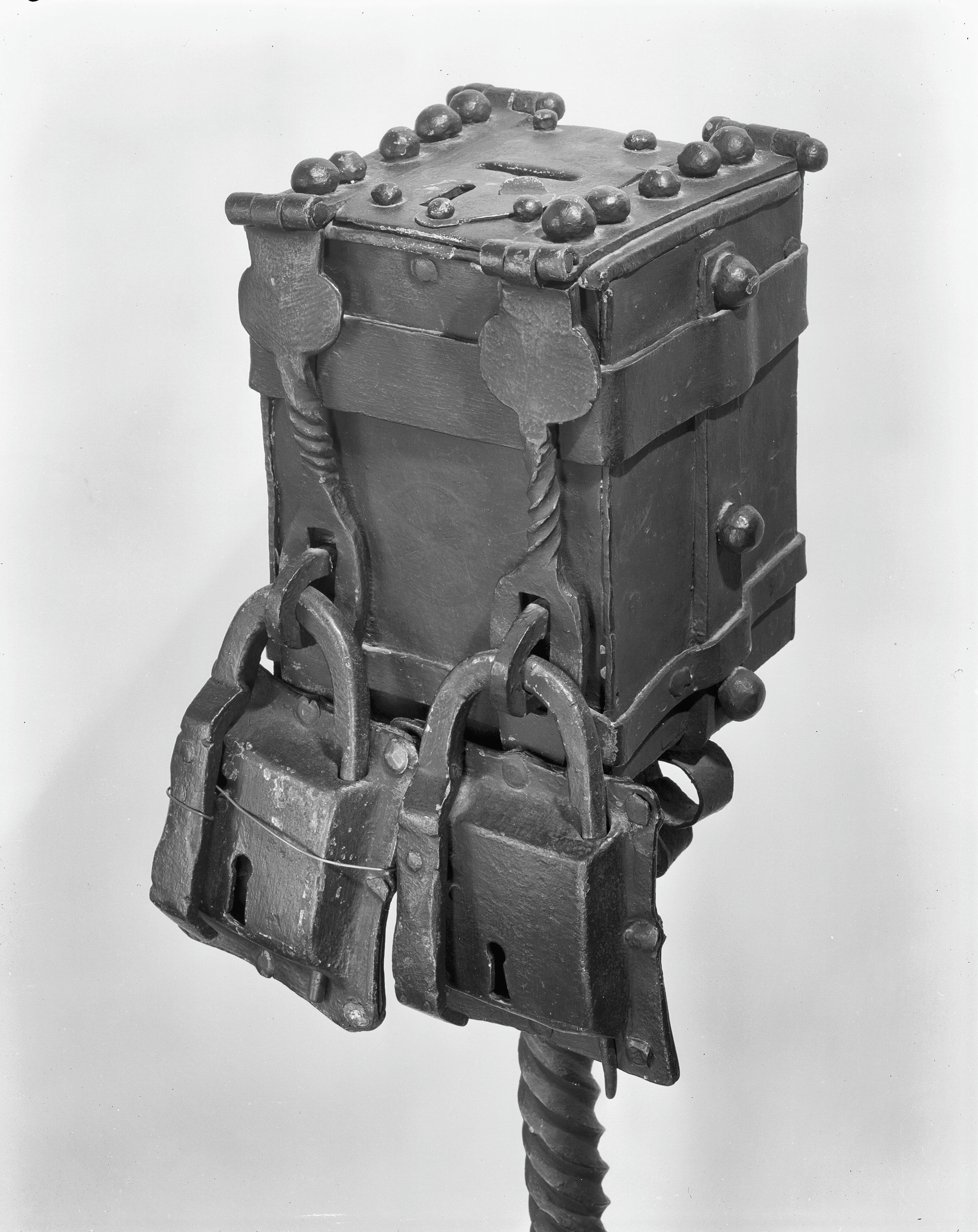
Un tronc d'église
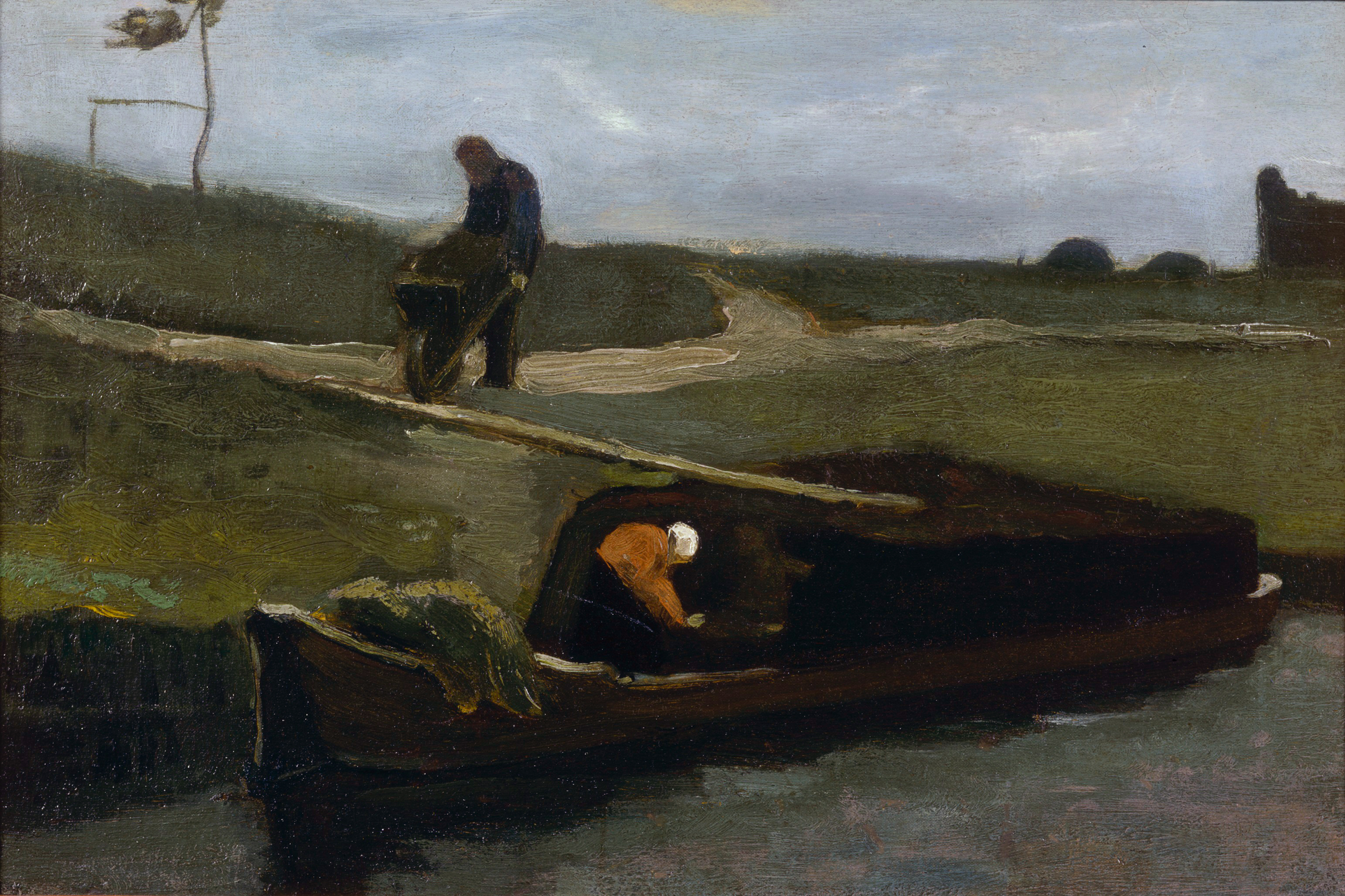
Deux Paysannes ramassant la tourbe (1883) de Vincent van Gogh
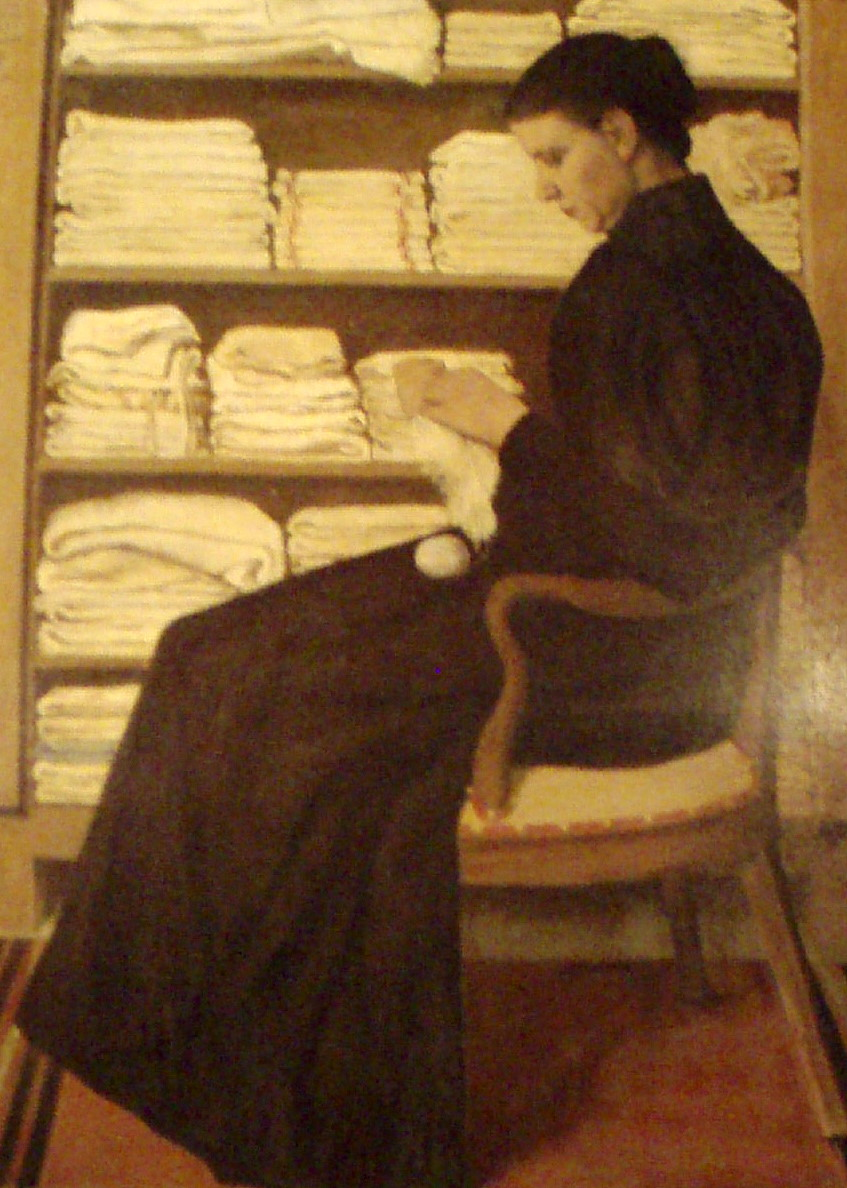
La mère et l'armoire à linge de Theo Molkenboer (en)

## Quelques expositions
- Go China! était une exposition conjointe du musée de Drenthe et du musée de Groningue, tenue du 2 février au 31 août 2008. Le clou en était l'armée de terre cuite. Avec 353 000 visiteurs, elle est à ce jour (2015) la plus grande exposition jamais tenue dans le nord des Pays-Bas[11]. Le musée de Groningue présentait des œuvres d'art moderne de Chine, avec une attention particulière portée à l'art photographique et aux installations postérieures à 2000. Au total, près de 500 000 visiteurs pour les deux expositions[12].
- Eddy Roos - Verstilde beweging. Cette grande rétrospective sur l’œuvre d'Eddy Roos (nl) s'est tenue du 27 septembre 2009 au 25 janvier 2010. Elle présentait approximativement 200 dessins et 70 bronzes de l'artiste (dont 16 en grandeur nature) avec des extraits de ses 42 films de danse et de représentations avec des danseurs professionnels.
- Tout l’Or de Géorgie, ou le mythe de la Toison d'or[13]. Tenue du 6 mars au 15 août 2010, cette exposition présentait des vestiges retrouvés dans des tombes de l'âge du bronze et du fer, et de l’époque romaine en Géorgie, notamment des bijoux en or retrouvés sur le site de la ville sacrée de Vani. La plupart des objets étaient prêtés par le Musée Simon Janashia de Géorgie.
- À l'automne 2011, exposition sur la Dynastie Tang, l'Âge d'or de la Chine.

## Administration
Annabelle Birnie en est la directrice depuis 2012,. Jaap Beuker est le conservateur.

## Vol
Le 25 janvier 2025, les autorités néerlandaises ont annoncé que le Casque de Coțofenești avait été volé, où il avait été prêté pour une exposition temporaire Dacie - Empire d'or et d'argent. Les voleurs ont utilisé de l'explosif pour pénétrer dans le musée, et sont repartis avec le casque et trois bracelets en or. En 170 ans d'histoire, le musée n'a pas connu de situation aussi grave. En raison de cet évènement, le directeur actuel du musée, Harry Tupan, indique que l'établissement reste fermé le temps de l'enquête de police. Il réouvre le vendredi 31 janvier 2025.